# 中山仁
中山 仁（なかやま じん、1942年9月25日 - 2019年10月12日）は、日本の俳優。本名：中山 仁平。
中華民国・北京生まれ、東京都出身。東京都立雪谷高等学校卒業、早稲田大学第一政治経済学部政治学科中退。事務所はオフィスのいりに所属していた。

## 来歴・人物
早稲田大学を2年で中退後、1964年、文学座付属演劇研究所に第4期生として入る。翌年（1965年）、「劇団NLT」に入団。同年、テレビドラマ『乱れる』（フジテレビ系）に南田洋子の相手役に抜擢され、梶原 仁の芸名でデビュー。1966年に同番組が終了と同時に、芸名を「中山 仁」に改め、化粧品会社のポスターに起用され、売り出しのきっかけをつかむ。同年4月には『ひき逃げ』で映画初出演し、『リュイ・ブラス』で舞台にもデビューを果たす。
1967年、五所平之助により松竹映画『宴』の主役に抜擢されたことで注目を集め、以降は重要な役が増えていく。同年には『囁きのジョー』、『花の宴』などの映画で活躍し、日本映画製作者協会（エランドール賞）新人賞を受賞する。1968年、三島由紀夫主宰の劇団「浪曼劇場」創立に参加し、1972年の解散まで所属。
1970年代以降は、主な活躍の場をテレビに移し、テレビドラマ『サインはV』（1969年、TBS）でお茶の間でもおなじみの顔となる。翌年（1970年）に同作は映画化もされ、中山は鬼コーチの代名詞となった。『サインはV』の撮影は体育館ばかりだったため、大ヒットドラマという実感を味わうことはなかったが、1973年に続編が制作され、前作と同じ牧コーチ役で出演した時、初めて1作目の熱量に気づいたという。
そのほか、『七人の刑事』『ウルトラマン80』『付き馬屋おえん事件帳』といった、さまざまなジャンルのドラマに出演した。『80』にはUGMのオオヤマ一樹キャップ役で出演し、オファーを承諾した理由について、『サインはV』でメディアの力の凄さを知ったことが大きかったと語っている。
コンタックのCMではコミカルな役柄で注目され、2000年以降もバイプレーヤーとして単発ドラマや舞台を主な活動の場としている。
1968年に映画『激流』で共演した女優・寺田史（俳優・寺田農の実妹）と結婚し、二子あり。娘の中山玲は女優として活動しており、もう一人の娘はピアニスト・歌手のari。
趣味は釣り。特技は歌唱で、テイチクと専属契約を結び数枚のシングルレコードをリリースしていた。
2019年10月12日午後5時25分に肺腺癌によって東京都内の自宅で死去していたことが、同年11月11日に発表された。享年77。

## 出演

### テレビドラマ
- 乱れる（1965年、東海テレビ）
- 亜矢子（1966年、朝日放送）
- 近鉄金曜劇場 / 愛とこころのシリーズ 遠い道（1966年、朝日放送） - 主演
- 今井正アワー / 海の心の通うとき（1966年、NET）
- 富士に立つ影（1967年、毎日放送） - 主演
- 泣いてたまるか 第33話「空にひろった恋」（1967年、TBS）
- あゝ同期の桜 / 兄弟（1967年、NET） - 主演
- こんにちは結婚 / 二番目の女（1967年、日本テレビ） - 主演
- 淵の底（1968年、NET） - 主演
- 大奥（1968年、東映・関西テレビ） - 徳川家光
- 五人の野武士（1968年 - 1969年、日本テレビ） - 伴右近
- あゝ忠臣蔵（1969年、関西テレビ） - 神崎与五郎
- ブラックチェンバー（1969年、フジテレビ） - 主演・鏡俊太郎
- 特命捜査室（1969年、フジテレビ） - 主演・鏡俊太郎
- サインはV（1969年 - 1970年、TBS） - 牧圭介
- 柳生十兵衛（1970年 - 1971年、フジテレビ） - 松平信綱
- 火曜日の女シリーズ 蒼いけものたち（1970年、日本テレビ / 東宝） - 館野卓也
- 徳川おんな絵巻（1971年　関西テレビ）－桜井進一郎（第40～41話）
- 遠山の金さん捕物帳 第2話「吹矢場にいた女」（1970年、NET） - 沖目弾正
- 大奥恋物語（1971年、フジテレビ） - 徳川吉宗
- 打ち込め! 青春（1971年、NET） - 谷卓也
- 大忠臣蔵（1971年、NET） - 小山田庄左衛門
- 決めろ!フィニッシュ（1972年、TBS） - 坂井コーチ
- 泣くな青春（1972年 - 1973年、フジテレビ） - 主演・大和田英一
- みんなで7人（1972年 - 1973年、TBS） - 長岡明
- 新書太閤記（1973年、NET） - 明智光秀
- 水曜ドラマシリーズ おやじの嫁さん（1973年 - 1974年、フジテレビ）
- ポーラテレビ小説 / やっちゃば育ち（1974年、TBS） - 花田竜一
- 暗闇仕留人 / 第2話「試して候」（1974年、朝日放送） - 須貝内記
- 夜明けの刑事（TBS）
  - 第1話「女の悲鳴」（1974年）
  - 第40話「人妻をねらう狼!」（1975年）
  - 第68話「暴力亭主と別れる方法」（1976年） - 高橋直之
  - 第79話「名犬ペンジー探偵物語」（1976年） - 滝川栄二弁護士
  - 第97話「ママあたしを殺さないで!」（1976年）
- 座頭市物語 第14話「赤ン坊喧嘩旅」（1975年、フジテレビ） - 宇之助
- 許せない愛（1975年、TBS）
- 虹のエアポート（1975年、TBS）
- 油断!（1976年、TBS） - 主演・木村英人
- 三日月情話（1976年、東海テレビ） - 神埼拓也
- 新・座頭市 第25話「帰ってきた渡世人」（1977年、フジテレビ） - 佐太郎
- 新選組始末記（1977年、TBS） - 松原忠司
- 横溝正史シリーズII / 真珠郎（1978年、毎日放送） - 乙骨三四郎
- 八甲田山（1978年、TBS） - 主演・徳島大尉
- 七人の刑事（1978年 - 1979年、TBS） - 姫田刑事
- 土曜ワイド劇場（テレビ朝日）
  - 怪奇! 巨大蜘蛛の館（1978年）
  - 松本清張の紐・恐怖の大回転遊覧車（1979年）
  - 横溝正史の鬼火 仮面の男と湖底の女（1983年）
  - 密会の宿2（1986年） - 大曽根健次
  - 京都妖怪地図（1986年、朝日放送） - 草野洋平
  - カルチャースクール連続殺人事件（1987年、朝日放送）
  - 牟田刑事官事件ファイル7（1987年） - 園田
  - 家政婦は見た!19 エリートビジネスマン二つの顔の秘密（2001年） - 松川市朗
  - タクシードライバーの推理日誌15（2001年） - 田之倉隆三
  - 炎の警備隊長・五十嵐杜夫シリーズ（2003年 - 、） - 長谷川剛
  - 温泉マル秘大作戦3（2003年） - 有島恭一郎
  - 瀬戸内しまなみ殺人海流（2008年） - 西村謙次郎
- 大河ドラマ（NHK総合）
  - 草燃える（1979年） - 北条宗時
  - 獅子の時代（1980年） - 森有礼
  - 徳川家康（1983年） - 茶屋四郎次郎
  - 八代将軍吉宗（1995年） - 徳川綱誠
  - 元禄繚乱（1999年） - 岡島成忠
  - 江〜姫たちの戦国〜（2011年） - 朝倉義景
- ウルトラマン80（1980年 - 1981年、TBS） - オオヤマ
- 若き日の北條早雲（1980年、テレビ朝日） - 今川範満
- 雨あがりの女（1982年、テレビ朝日）
- 立花登 青春手控え / 第3話「返り花」（1982年、NHK総合）
- 土曜ドラマ（NHK総合）
  - 白き抗争（1983年） - 真野
- 木曜ゴールデンドラマ / 幻の殺意（1983年、よみうりテレビ）
- 外科医 城戸修平（1983年、TBS） - 矢野敬史
- 私は負けない!ガンと闘う少女（1983年、TBS） - 永井医師役
- 時代劇スペシャル / お毒味役主丞 乾いて候（1983年、フジテレビ） - 大岡越前
- 結婚の資格（1984年、テレビ朝日）
- 母の誤算（1984年、テレビ朝日） - 山田
- ニュードキュメンタリードラマ昭和 松本清張事件にせまる 第8回「首相の犯罪 石田検事怪死事件」（1984年、テレビ朝日）
- ひとひらの雪（1986年、テレビ朝日） - 村岡
- 特捜最前線 / 第491話「天使を乗せた紙ヒコーキ!」（1986年、テレビ朝日） - 岸本
- 火曜サスペンス劇場（日本テレビ）
  - 京都慕情殺人事件 あなたは愛のために死ねますか（1985年3月、ユニオン映画） - 森和彦
  - 白昼の囚人（1985年7月、スタッフアズバーズ）
  - 青い沼の女（1986年）
  - 天使の復讐殺人事件（1987年、磯田事務所）
  - 女監察医・室生亜季子17 薬殺（1994年12月、東映）
  - 取調室13（2001年、宝映企画）
- 水曜ドラマスペシャル（TBS）
  - 袋小路の女（1987年2月18日、ユニオン映画） - 水谷医師
- 鬼平犯科帳 第2シリーズ 第5話「五年目の客」（1990年、フジテレビ / 松竹） - 江口の音吉
- 女ねずみ小僧 スペシャル2 ごめんじゃすまない 美女奪回大博奕！（1990年、フジテレビ / C.A.L） - 中村武太夫
- 世にも奇妙な物語 / つまらない男（1991年、フジテレビ） - 主演・遠藤真
- 愛らぶ家族（1992年、CBC）
- 付き馬屋おえん事件帳シリーズ（1993年 - 1995年、テレビ東京 / 松竹） - 村木鉄平
- 清左衛門残日録（1993年、NHK総合） - 中根弥三郎
- はるかの夢宣言（1993年、よみうりテレビ）
- ネオドラマ / ペ天使（1993年、ANB）
- ドラマ新銀河（NHK総合）
  - 湯の町行進曲（1994年）
  - 素敵に女ざかり2（1998年）
- 夜に抱かれて（1994年、日本テレビ） - 村上直記
- 明るい家族計画（1995年、フジテレビ） - 石山厳
- はぐれ刑事純情派 第8シリーズ 第3話（1995年、テレビ朝日） - 向井隆行
- ドラマ30 / 愛がほしい（1996年、CBC）
- 炎の奉行 大岡越前守（1997年、テレビ東京） - 稲生正武
- ふぞろいの林檎たちIV（1997年、TBS） - 遠山隆夫
- 踊る大捜査線（1997年、フジテレビ） - 警察庁刑事局長
- 連続テレビ小説（NHK総合)
  - あぐり（1997年） - 片桐真二郎
  - 純情きらり（2006年） - 鮎川周助
- 青の時代 chap.8「友の死、そして戦いへ」（1998年、TBS） - 澤木
- 髪結い伊三次 第4話「赤い闇」・第6話「敵討ち」（1999年、フジテレビ） - 日向伝左衛門
- 大岡越前 第15部 第25話「最後の罪が恩返し」（1999年、TBS） - 大間々の嘉兵衛
- 次郎長三国志（2000年、テレビ東京） - 三好屋玉吉
- 金曜エンタテイメント（フジテレビ）
  - 京都祇園入り婿刑事事件簿6（2000年） - 岡倉
  - 外科医 鳩村周五郎 闇のカルテ（2004年） - 南条重光
  - 奥様は警視総監1（2006年） - 桃瀬
- 花村大介（2000年、関西テレビ） - 葛西健作
- 水戸黄門（TBS）
  - 第29部 第17話「酒と涙と隠居と女将 -高遠-」（2001年） - 小田慶一郎
  - 第30部 第24話「我ら御老公の名代なり! -松山-」（2002年） - 園田重信
  - 第33部 - 西海屋甚左衛門
    - 第1話「将軍を狙った男 -水戸-」（2004年）
    - 第15話「暗雲晴らした鳥取城 -鳥取-」（2004年）

  - 第35部 第11話「刀の鍔で結ばれた愛 -熊本-」（2005年） - 檜火宝
  - ナショナル劇場50周年記念特別企画スペシャル （2006年） - 大久保勘解由
  - 第37部 第4話「頑固一徹職人魂 -松本-」（2007年） - 細田采女正
  - 第38部 第2話「嵐を呼ぶ瀬戸内の謎! -瀬戸内-」（2008年） - 大溝四郎兵衛
  - 第42部 第16話「一触即発、お家騒動！ -高松-」（2011年） - 彦坂図書
- 開幕ベルは華やかに（2002年、テレビ東京） - 轡田刑事
- 月曜ミステリー劇場（TBS）
  - 早乙女千春の添乗報告書12（2002年） - 赤司
  - 軽井沢夫人（2002年） - 京極卓也
  - 税務調査官・窓際太郎の事件簿10（2003年） - 柿崎代議士
  - 名探偵キャサリン13（2003年） - 大山代議士
- 女と愛とミステリー（テレビ東京） 
  - 嘱託刑事・小山田昭平「旅路の果て」（2001年） - 斎藤宗一郎
  - 文書鑑定人 白鳥あやめの事件ファイル（2002年） - 鮎原陽蔵
  - 弁護士晴枝・法律の落とし穴（2004年） - 鈴木
- ヨイショの男（2002年、TBS） - 神田部長
- めだか（2004年、フジテレビ）
- 聖断（2005年、テレビ東京） - 東郷茂徳
- 鬼嫁日記（2005年、関西テレビ）
- 水曜ミステリー9（テレビ東京）
  - 警視庁黒豆コンビ2（2006年） - 山城俊男
  - ドクターハート 薮田公介の事件カルテ1（2014年） - 山倉恒三
- 慶次郎縁側日記3（2006年、NHK総合） - 第8話
- 金曜プレステージ / 浅見光彦シリーズ31 喪われた道（2008年、フジテレビ）
- 浅見光彦〜最終章〜（2009年、TBS） - 宮坂
- 月曜ゴールデン / 警視庁南平班〜七人の刑事〜4（2011年、TBS） - 井出正吉
- 相棒 season12 第15話「見知らぬ共犯者」（2014年、テレビ朝日） - 大倉修司
- ST 赤と白の捜査ファイル 第2話（2014年、日本テレビ） - 大畑章夫
- 警視庁捜査一課9係 season9 2時間スペシャル（2014年、テレビ朝日） - 樫村幸作
- 警部補・杉山真太郎〜吉祥寺署事件ファイル 第6話（2015年、TBS） - 奈良岡建造

### 映画
- ひき逃げ（1966年、東宝） - 小笠原進
- 宴（1967年、松竹） - 館隆一郎
- 愛の讃歌（1967年、松竹） - 亀井竜太
- 激流（1967年、松竹）
- 囁きのジョー（1967年、松竹） - 主演・ジョー
- 颱風とざくろ（1967年、東宝） - 坂本一雄
- 花の宴（1967年、松竹） - 主演・滝廉太郎
- 智恵子抄（1967年、松竹） ※第40回アカデミー賞外国語映画賞本選ノミネート作品
- 嵐に立つ（1968年、松竹） - 主演・藤巻信太郎
- 思い出の指輪（1968年、松竹） - 坂本先生
- わが闘争（1968年、松竹）
- 虹の中のレモン（1968年、松竹）
- 砂の香り（1968年、東宝）
- 日も月も（1969年、松竹）
- 愛するあした（1969年、日活）
- 海はふりむかない（1969年、松竹）
- 死ぬにはまだ早い（1969年、東宝）
- サインはV（1970年、東宝）
- 君は海を見たか（1971年、大映）
- 約束（1972年、松竹）
- 伊豆の踊子（1974年、東宝） - 栄吉
- 竹久夢二物語 恋する（1975年、松竹） - 島村抱月
- 超高層ホテル殺人事件（1976年、松竹）
- バカ政ホラ政トッパ政（1976年、東映） - ホラ政
- 江戸川乱歩の陰獣（1977年、松竹） - 糸崎検事
- きみは風のように（1984年、綜芸 = 綜芸新社）
- ウルトラQ ザ・ムービー 星の伝説（1990年、松竹） - 一の谷博士
- THE REVENGE OF THE WLOVES 狼たちの復讐（1998年、ケイエスエス）
- スペーストラベラーズ （2000年、東映） - 須藤正義（警視庁警視正）
- GUN CRAZY Episode3 叛逆者の狂詩曲（2003年、パイオニアLDC）
- ゴーストシャウト（2004年、東京テアトル） - 響学
- ふるさとをください（2007年、きょうさいれん） - 医師

### オリジナルビデオ
- ジャック パチスロ闇の帝王4（1994年、ケイエスエス） - 土田圭吾
- 真説 タイガーマスク（2004年、GPミュージアム）
- 実録・大日本平和会 極道・平田勝市 抗争激流編（2005年、GPミュージアム）

### 舞台
- リュイ・ブラス（1966年、劇団NLT）
- 鹿鳴館（1967年、劇団NLT）
- 朱雀家の滅亡（1967年、劇団NLT）
- 黒蜥蜴（1968年、松竹）
- 双頭の鷲（1968年、松竹）
- クレオパトラ（1970年、浪曼劇場）
- 薔薇と海賊（1970年、浪曼劇場）
- 闇夜のエトランゼ（1984年、五月舎）
- 生きて行く私（1984年）
- 雰囲気のある死体（1985年、木山事務所）
- スージーウォンの世界（1985年、シアターアプル）
- 奇跡の人（1986年、日生劇場）
- ホワイト・クリスマス（1986年、博品館劇場）
- 夢千代日記（1987年、名鉄ホール）
- 時代屋の女房（1989年、名鉄ホール）
- 奇妙な果実（1991年、地人会）
- 日本橋（1991年、松竹）
- 飾り火（1991年、名鉄ホール）
- 河の向こうで人が呼ぶ（1995年、地人会）
- 源氏物語夜話 - 女三の宮（1997年、帝国劇場）
- サロメの純情（1998年、地人会）
- 付き馬屋おえん（1999年、明治座）
- スピーキング・イン・タングス〜異言（2001年、シアター・J・innプロデュース）
- 授業（2002年、下北沢OFF・OFF）
- ソフィストリー〜詭弁〜（2003年、シアター1010）
- 日本橋物語III 最愛のひと（2006年、明治座）
- 山椒大夫（2006年、演劇倶楽部 座）
- 狐狸狐狸ばなし（2008年、松竹）
- 赤い城 黒い砂（2009年、日生劇場）
- 女の一生（2009年・2011年、劇団新派）
- 善人なおもて往生をとぐ -親鸞わが心のアジャセ-（2010年、親鸞聖人750回大遠忌中国ブロック記念事業実行委員会）
- 丹下左膳 -左膳の恋歌-（2010年、劇団若獅子）
- 俺は君のためにこそ死ににいく（2011年、劇団夜想会）

### テレビアニメ
- 三国志（1985年） - 曹操孟徳
- 三国志II 天翔ける英雄たち（1986年） - 曹操孟徳[10]

### CM
- ライオン歯磨 スマイル
- SK住薬 コンタック総合感冒薬
- 富山化学 ピロカット
- 日清食品 日清焼そばU.F.O.
- みずほ銀行（2007年）

## 音楽
シングル
- 亜矢子 / 愛の絆（1966年、テイチク）
- 星の中のあいつ / 愛のさすらい（1966年、テイチク）
- 宴（うたげ） / 維新の歌（1967年、テイチク）
- 愛は別れか / 君を抱きたい（1967年、テイチク）
- 小さな魔女 / 愛、恋、キス（1967年、テイチク）
- 渚の恋人 / 愛の誓い（1967年、テイチク）